# Peter F. Hamilton

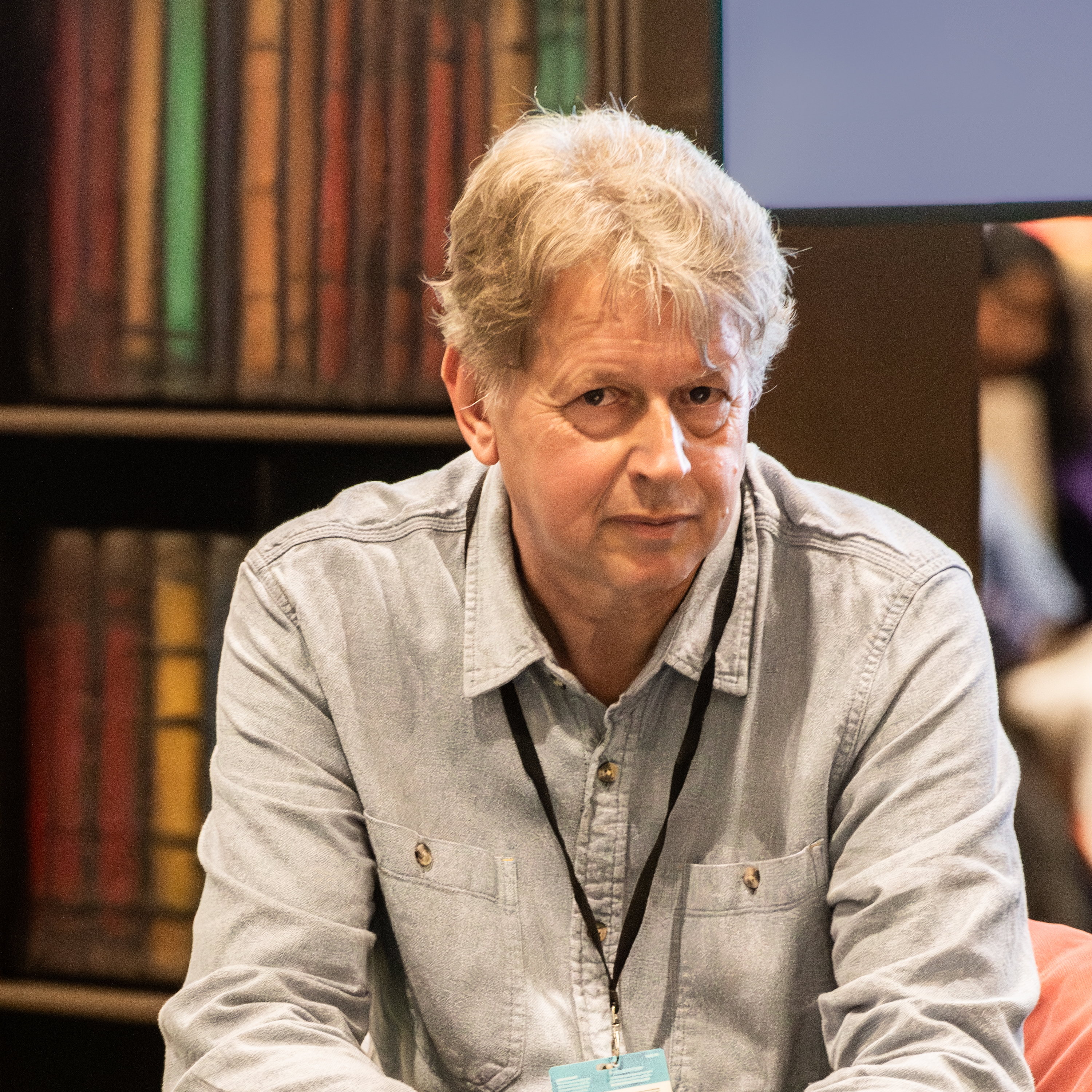
Peter F. Hamilton (2025)

Peter F. Hamilton (* 2. März 1960 in Rutland, England) ist ein britischer Science-Fiction-Autor, der Ende der 1990er Jahre mit seinem Armageddon-Zyklus das Genre der sogenannten Space Opera wiederbelebte.

## Werk

### Die Mindstar-Trilogie (Greg Mandel Trilogy)
Greg Mandel ist ein ehemaliges Mitglied eines PSI-Bataillons („Mindstar“) der britischen Armee und verdient sich sein Geld inzwischen als Privatdetektiv mit einer ausgefallenen Eigenschaft: Er kann Gedanken und Gefühle anderer Menschen spüren. In einer Welt, die mit Überflutung aller Küsten, Zerstörung der alten Supermächte, Armut und Kriegen zu kämpfen hat, löst Mandel ungewöhnliche Kriminalfälle.
- Band 1: Mindstar Rising, 1992
  - deutsch: Die Spinne im Netz. übersetzt von Thomas Schichtel, Bastei Lübbe, Bergisch Gladbach 1998, ISBN 3-404-23202-X.

- Band 2: A Quantum Murder, 1994
  - deutsch: Das Mord-Paradigma. Bastei Lübbe, Bergisch Gladbach 1999, ISBN 3-404-23208-9.

- Band 3: The Nano Flower, 1995
  - Band 3: Die Nano-Blume, Bastei Lübbe, Bergisch Gladbach 1999, ISBN 3-404-23215-1.

### Das Konföderations-Universum (Confederation Universe)

#### Der Armageddon-Zyklus (Night's Dawn Trilogy)
- Vol. 1: The Reality Dysfunction, ISBN 978-1-4472-0857-0, Macmillan 1996

Band 1: Die unbekannte Macht, Bastei Lübbe, 1999, ISBN 3-404-23221-6.
Band 2: Fehlfunktion, Bastei Lübbe, 1999, ISBN 3-404-23222-4.
- Vol. 2: The Neutronium Alchemist, ISBN 978-1-4472-0858-7, Macmillan 1997

Band 3: Seelen-Gesänge, Bastei Lübbe, 2000, ISBN 3-404-23227-5.
Band 4: Der Neutronium-Alchimist, Bastei Lübbe, 2000, ISBN 3-404-23228-3.
- Vol. 3: The Naked God, ISBN 978-1-4472-0859-4, Macmillan 1999

Band 5: Die Besessenen, Bastei Lübbe, 2001, ISBN 3-404-23233-X.
Band 6: Der nackte Gott, Bastei Lübbe, 2001, ISBN 3-404-23234-8.
Der Armageddon-Zyklus spielt im Konföderations-Universum. Thema ist die drohende Vernichtung der Menschheit durch die „Besessenen“. Die Seelen Verstorbener sind durch eine Anomalie in der Lage, die Körper von lebenden Menschen und anderer intelligenter Wesen zu übernehmen. Es handelt sich um eine Space Opera.
Der Armageddon-Zyklus beschäftigt sich mit der Entwicklung der Menschheit in der Zukunft und in wesentlichen Zügen mit dem Jenseits, wobei eine eher ungewöhnliche Theorie beschrieben wird. Ein großer Bereich des Zyklus beschreibt unterschiedliche Zivilisationen die aus der Menschheit hervorgegangen sind, aber sich ethisch voneinander entfernt haben, vor allem in Bezug auf die Frage wie mit künstlich geschaffenen Lebensformen und genetischer Veränderung von Leben umgegangen wird. Daraus entspringen unterschiedliche und gleichermaßen interessante Aspekte zu Bildung neuer sozialer Systeme und dem Umgang mit dem Tod.
Der Armageddon-Zyklus präsentiert eine große Zahl sehr unterschiedlicher Handlungsstränge und Charaktere, denen manchmal über lange Passagen gefolgt wird. Dabei kann der Leser jedoch ohne Mühe den Überblick behalten, da – ohne in Klischees zu verfallen – klar unterschiedliche Attribute der einzelnen Charaktere herausgearbeitet und weiterverfolgt werden.

#### Weiteres aus dem Konföderations-Universum
- A Second Chance at Eden, 1999 (Kurzgeschichten)

Zweite Chance auf Eden, Bastei Lübbe, 2001, ISBN 3-404-23240-2.
| - "Sonnie’s Edge", 1991 ("Sonnies Trumpf") - "A Second Chance at Eden", 1998 ("Die zweite Chance") - "New Days Old Times", 1997 ("Zeiten ändern sich") - "Candy Buds", 1992 ("Candyknospen") - "Deathday", 1987 ("Todestag") - "The Lives and Loves of Tiarella Rosa", 1997 ("Die Leben und Lieben der Tiarella Rosa") - "Escape Route", 1997 ("Fluchtwege") |
Dieses Buch wurde aus Vertriebsgründen vom deutschen Verlag als 7. Band des Amageddon-Zyklus in den Verkauf gebracht. Es hat aber außer der Kurzgeschichte "A Second Chance at Eden" inhaltlich keinen Zusammenhang mit dem Armageddon-Zyklus. In der titelgebenden Kurzgeschichte geht es um die Entstehung des ersten Habitats der Edeniten.
Sonnie’s Edge wurde als erste Folge der Animationsserie Love, Death & Robots 2019 verfilmt.
- The Confederation Handbook, 2000, ISBN 0-333-78588-6 (Non-Fiction)

### The Web
Hamilton hat den Vol. 05: The Web: Lightstorm, Orion Children's, 1998, ISBN 1-85881-550-9 zu der zwölfteiligen Jugendbuch-Serie beigetragen.

### Der Drachentempel
- Fallen Dragon, ISBN 978-0-330-48006-2, Macmillan, 2001
Der Drachentempel, Band 1: Sternenträume, Bastei Lübbe, 2002, ISBN 3-404-23254-2.
Der Drachentempel, Band 2: Drachenfeuer, Bastei Lübbe, 2002, ISBN 3-404-23256-9.

### Das Commonwealth-Universum (Commonwealth Universe)
- Misspent Youth, 2003

Der Dieb der Zeit, Bastei Lübbe, 2004, ISBN 3-404-23274-7.

#### Die Commonwealth-Saga
- Vol. 1: Pandora's Star, ISBN 978-0-345-47921-1, Del Rey, 2004

Band 1: Der Stern der Pandora, Bastei Lübbe, 2006, ISBN 3-404-23290-9.
Band 2: Die Boten des Unheils, Bastei Lübbe, 2006, ISBN 3-404-23293-3.
- Vol. 2: Judas Unchained, 2005

Band 3: Der entfesselte Judas, Bastei Lübbe, 2006, ISBN 3-404-23330-1.
Band 4: Die dunkle Festung, Bastei Lübbe, 2007, ISBN 978-3-404-23304-5.
Die Commonwealth-Saga spielt im Commonwealth-Universum, aber weiter in der Zukunft als Misspent Youth. Dort beherrschen große Technologiekonzerne faktisch die Menschheit, die mit Hilfe einer Wurmlochtechnologie eine Vielzahl von Planeten in mehreren Phasen besiedelt hat und Raumfahrt unnötig gemacht hat. Die Menschen haben einige Rassen außerirdischer Lebewesen entdeckt, die alle harmlos bzw. friedlich sind. Lediglich eine Gruppe von Guerillakämpfern, die sich „Guardians of Selfhood“ nennen, behauptet, ein Alien namens „Starflyer“ habe das Commonwealth infiltriert. Sie führen seit hundertvierzig Jahren einen Kampf gegen ihn und seine „Agenten“.
Dann entdeckt ein Astronom, dass zwei Sonnensysteme binnen Sekunden ausgelöscht bzw. von einem Kraftfeld umschlossen werden, das nur noch Infrarotstrahlung passieren lässt. Weil diese Sterne zu weit entfernt sind, um mit einem normalen Wurmloch erreicht werden zu können, wird ein überlichtschnelles Raumschiff gebaut. Bei Ankunft wird der Schild durch das Raumschiff „Second Chance“ deaktiviert, woraufhin die ehemals eingeschlossenen Aliens (die Prime) zuerst die „Second Chance“ und kurz darauf das Commonwealth angreifen. Das Commonwealth versucht nach dem Bau von Kriegsschiffen mit neuartigen Waffen zurückzuschlagen, der Angriff bleibt jedoch erfolglos. Nach der Einführung neuer, extrem wirksamer Waffen der Menschen stellt sich die Frage, ob ein Genozid an den Aliens die einzige Konfliktlösung darstellt.

#### Das dunkle Universum (The Void Trilogy)
- Vol. 1: The Dreaming Void, 2007, ISBN 978-1-4050-8880-0.

Band 1: Träumende Leere, Bastei Lübbe, 2009, ISBN 978-3-404-28535-8.
Band 2: Schwarze Welt, Bastei Lübbe, 2009, ISBN 978-3-404-28531-0.
- Vol. 2: The Temporal Void, 2008, ISBN 978-1-4050-8883-1.

Im Sog der Zeit, Bastei Lübbe, 2010, ISBN 978-3-404-28540-2.
- Vol. 3: The Evolutionary Void, 2010, ISBN 978-1-4050-8895-4.

Evolution der Leere, Bastei Lübbe, 19. August 2011, ISBN 978-3-404-20012-2.
Die Void-Trilogie spielt im Commonwealth-Universum, jedoch etwa 1500 Jahre weiter in der Zukunft als die Commonwealth-Saga. Nach dem Sieg über die Prime-Aliens und der gigantischen Aufgabe, den Bewohnern der evakuierten Planeten ein neues Zuhause zu geben, hat sich die Menschheit weiterentwickelt. Die Menschheit ist in mehrere Fraktionen aufgegangen, welche sich nicht nur ideologisch, sondern mehr und mehr auch biologisch voneinander unterscheiden. Bei der Umrundung der Galaxie durch Wilson Kime entdeckten die Menschen nicht nur viele neue Spezies, sondern auch das "Void" – eine gigantische Leere im Zentrum der Galaxie die, einem schwarzen Loch ähnlich, droht, die ganze Galaxie zu verschlingen.
Doch ein Mensch namens Inigo hat telepathische Träume und kann ins Innere der Leere sehen – eine wunderbare Welt scheint die Menschen zu erwarten. Schnell entsteht eine religiöse Gefolgschaft, „Living Dream“ genannt, die sich nichts sehnlicher wünscht, als eine Pilgerreise ins Innere der Leere zu unternehmen. Allerdings sind nicht nur viele Menschen dagegen, auch die Aliens namens Raiel sind nicht gewillt, diese passieren zu lassen, denn dies würde zu einer neuen Ausdehnung der Leere und zur Vernichtung von Millionen Welten führen.
Doch in den vielen Fraktionen der Menschheit gibt es auch solche, welche eine Ausdehnung der Leere wünschenswert fänden, sodass nur die Stärksten der Menschheit und der Galaxie überleben. Während die Gläubigen von Living Dream sich auf ihre Reise vorbereiten, entbrennt ein Wettlauf.

#### Die Chronik der Faller (The Chronicle of the Fallers)
- Vol. 1: The Abyss Beyond Dreams, 2014, ISBN 978-0-230-76946-5.

Band 1: Der Abgrund jenseits der Träume, Piper, 2015, ISBN 978-3-492-70391-8.
- Vol. 2: Night Without Stars, 2016, ISBN 978-1-5098-2039-9.

Band 2: Das Dunkel der Sterne, Piper, 2017, ISBN 978-3-492-70392-5.
Im Jahr 2011 kündigte Hamilton eine weitere Trilogie aus dem Commonwealth-Universum an. Später reduzierte er den angekündigten Umfang auf zwei Bände.
Es geht erneut um die Leere aus der Trilogie Das dunkle Universum. Aus den Träumen des Menschen Inigo erkennt die Alien-Rasse der Raiel, dass es sich bei der Hauptstadt auf Querencia in der Leere um eines ihrer Raumschiffe handelt. Sie bitten Nigel Sheldon, einen der Erfinder der Wurmloch-Technologie darum, in die Leere zu reisen und mit dem Raumschiff Kontakt aufzunehmen. Sheldon schickt einen Klon von sich in die Leere. Er landet allerdings nicht auf Querencia, sondern auf Bienvenido, einer anderen, ebenfalls von Menschen bewohnten Welt. Diese wird von einer weiteren in der Leere gestrandeten Rasse bedroht, den Fallern.

### Die Dämonenfalle
- Manhattan in Reverse, 2011

Die Dämonenfalle, Bastei Lübbe, 2013, ISBN 978-3-404-20709-1.

### Der unsichtbare Killer
- Great North Road, ISBN 978-1-4472-3115-8 Macmillan, 2012

Der unsichtbare Killer, Bastei Lübbe, 2013, ISBN 978-3-404-20721-3.

### Die Salvation-Saga (The Salvation Sequence)
- Vol. 1: Salvation, 2018

Band 1: Befreiung, Piper, 2018, ISBN 978-3-492-70505-9.
- Vol. 2: Salvation Lost, 2020

Band 2: Verderben, Piper, 2020, ISBN 978-3-492-70515-8.
- Vol. 3: Saints of Salvation, 2020

Band 3: Erlösung, Piper, 2021, ISBN 978-3-492-70516-5.

### Arkship Trilogy
- Vol. 1: A Hole In the Sky, Tantor Audio, 2021, ISBN 978-1-70524-528-6.
- Vol. 2: The Captain’s Daughter, Tantor Audio, 2022, ISBN 978-1-70524-530-9.
- Vol. 3: Queens Of An Alien Sun, Tantor Audio, 2022, ISBN 978-1-70524-532-3.

Bis jetzt nur als englisches Hörbuch erhältlich. Die Arkship Trilogie ist eine Abkehr von den bisherigen Weltraumopern mit mehreren Handlungssträngen, für die Hamilton bekannt ist, und konzentriert sich stattdessen auf die Geschichte eines Kolonieschiffs aus der Ich-Perspektive einer einzelnen Hauptperson.

### Exodus-Serie
- Vol. 1: Exodus: The Archimedes Engine, Random House Worlds, 2024, ISBN 978-0-593-35766-8.

Der erste von zwei angekündigten Bänden der Reihe ist bisher nur in englischer Sprache erhältlich. Die Romane dienen als Promotion für das in Entwicklung befindliche Action-Computer-Rollenspiel Exodus von Archetype Entertainment, einem zu Wizards of the Coast gehörenden Games Studio, dem Hamilton als kreativer Berater zur Seite steht.

### Kurzgeschichten
- "Falling Stones", 1992
- "Adam's Gene", 1993
- "Spare Capacity", 1993
- "Eat Reecebread", mit Graham Joyce, 1994
- "Starlight Dreamer", 1994
- "The White Stuff", mit Graham Joyce, 1997
- "The Suspect Genome", 2000

- "Watching Trees Grow", 2000 (Erzählung)

"Den Bäumen beim Wachsen zusehen", enthalten in der Anthologie: Unendliche Grenzen, Bastei Lübbe, 2003, ISBN 3-404-23266-6.
- "Footvote", 2004
- "If At First…", 2007
- "Blessed by an Angel", 2007